# Milizia di Gesù Cristo
La Milizia di Gesù Cristo è un ordine religioso cavalleresco medievale.

## Storia
Fu fondato nel 1233 a Parma dal frate domenicano Bartolomeo da Vicenza con lo scopo di: difendere il cattolicesimo dalle eresie dei catari, dei Poveri di Lione, degli arnaldisti e degli speronisti; difendere la libertà della Chiesa; proteggere i bambini, gli orfani, le vedove e i poveri.
Il fine del fondatore era quello di associare l'aristocrazia cittadina italiana, con legami di fedeltà e amicizia, alla causa della Chiesa, ma senza sottrarli alla vita famigliare e politica dei comuni.
L'ordine fu approvato da papa Gregorio IX il 22 dicembre 1234 e la sua regola, in deroga al divieto del Concilio Lateranense IV, fu sancita dallo stesso pontefice con bolla Quae omnium del 24 maggio 1235.

## Accesso all'ordine
Alla Milizia erano ammessi uomini e donne, anche coniugati, provenienti dalla nobiltà o dalla borghesia cittadina: gli aristocratici formavano la classe dei cavalieri, gli altri quella dei sergenti. L'abito, ispirato a quello domenicano, era costituito da tunica bianca e manto nero.
Si accedeva all'ordine dopo la "conversione", sancita da una confessione generale e dalla rinuncia a ogni condotta disdicevole, e il giuramento d'obbedienza prestato al maestro generale dell'ordine, eletto dai cavalieri e confermato dall'autorità ecclesiastica. Non si esigeva la castità perfetta, la povertà individuale e la vita comunitaria dei membri.

## Obblighi dei membri
I membri erano tenuti a confessarsi e comunicarsi almeno a Pasqua, Natale e Pentecoste; a recitare quotidianamente l'ufficio divino o, in alternativa, sette "Pater" e "Ave" per ogni ora canonica; a digiunare di venerdì, nei giorni delle quattro tempora, in quaresima e avvento e ogni mercoledì e venerdì della "quaresima di San Martino" (dall'11 novembre all'inizio d'avvento); ad astenersi dalle carni di mercoledì e di sabato; a riunirsi mensilmente per ascoltare la spiegazione delle Sacre Scritture e della regola.
Essi erano esentati dagli obblighi militari civili, dal pagamento delle tasse straordinarie e dall'interdetto ecclesiastico; a quanti di loro fossero morti in combattimento, si elargiva l'indulgenza plenaria; i beni dell'ordine erano sotto la tutela della Chiesa.
L'ordine si estinse nell'arco di un trentennio dalla fondazione: nelle sue cronache, fra' Salimbene registra di averne visto "il principio e la fine". Alcuni superstiti passarono tra i Frati della Beata Gloriosa Vergine Maria, sorti nel 1261.

## Eredità
La Militia Jesu Christi si riorganizzò a Roma nel 1870 a opera di un gruppo di ufficiali pontifici assistiti dal Maestro generale dei domenicani. A partire dal 1959 l'organizzazione visse un periodo di riforma e il 2 febbraio 1973 fu approvata come associazione di fedeli dall'arcivescovo di Sens. La Milice de Jésus-Christ fu riconosciuta il 21 novembre 1981 dal Pontificio Consiglio per i Laici come associazione internazionale di fedeli.